# TurnTable Top 50
TurnTable Top 50 (también conocido como TurnTable Nigeria Top 50) es la lista musical oficial de álbumes en Nigeria, publicada semanalmente el martes por la revista TurnTable. La lista está basada en datos de streaming de YouTube, Boomplay Music, Audiomack, Apple Music, Deezer y Spotify.

## Historia
El 31 de marzo de 2022, TurnTable anunció la expansión de la lista de canciones TurnTable Top 50 a Top 100. Según el cofundador y jefe de redacción de la revista, Ayomide Oriowo, «la expansión de la lista será apoyada por TurnTable Top 200, como la lista oficial basada en álbumes». El 8 de noviembre de 2022, la lista oficial de álbumes comenzó a operar como la lista TurnTable Top 50 actual, con Mr. Money with the Vibe del cantautor nigeriano Asak en la posición número uno. El 11 de noviembre de 2022, la lista finalmente se convirtió en la lista principal de álbumes de todos los géneros, luego del lanzamiento de siete listas de género que componen el Top 50.

## Listas componentes
| Título                 | Número de posiciones | Descripción                                                                    |
| ---------------------- | -------------------- | ------------------------------------------------------------------------------ |
| Afro-Pop Albums        |                      | Calificación semanal de los álbumes de afropop más reproducidos del país.      |
| Afro-R&B Albums        |                      | Calificación semanal de los álbumes de R&B africano más reproducidos del país. |
| Top Street-Pop Albums  |                      | Calificación semanal de los álbumes de street pop más reproducidos del país.   |
| Top Hip-Hop/Rap Albums |                      | Calificación semanal de los álbumes de hip hop más reproducidos del país.      |
| Top Gospel Albums      |                      | Calificación semanal de los álbumes de góspel más reproducidos del país.       |
| Top Alternative Albums |                      | Calificación semanal de los álbumes alternativos más reproducidos del país.    |
| Top Traditional Albums |                      | Clasificación semanal de los álbumes tradicionales más reproducidos del país.  |